# Hucbald (studievereniging)

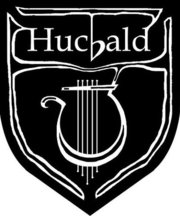
Logo van Studievereniging Hucbald

Studievereniging Hucbald is de universitaire vereniging voor studenten muziekwetenschap in Utrecht. De vereniging is opgericht in 1941 door Hélène Nolthenius en Nancy van der Elst en is daarmee de op een na oudste studievereniging van de Utrechtse faculteit Geesteswetenschappen. Anno 2011 telt de vereniging ongeveer honderd leden.

## Doel
De vereniging stelt zich ten doel activiteiten te organiseren die een aanvulling vormen op het studieprogramma. Naast lezingen, een maandelijkse borrel en excursies is er een jaarlijkse studiereis naar het buitenland, een koorproject en een alumnidag.

## Naamgeving
Hucbald van Sint Amand stond lang bekend als de eerste muziektheoreticus van de Lage Landen (Pays-Bas, Nederlanden). De naamgeving van de vereniging heeft vermoedelijk niet alleen te maken met de persoonlijke interesses van de oprichtsters (Nolthenius was onder meer mediëviste), maar ook met de politieke situatie in het oprichtingsjaar. Van der Elst vertelde over het moment dat zij 21 jaar oud werd, anno 1940 de 'volwassen' leeftijd. Die dag, 9 mei 1940, dankte zij haar ouders voor haar gelukkige jeugd. Dezelfde nacht nog begon de Duitse invasie.
Rond dezelfde tijd was Van der Elsts vader, een betekenisvol campanoloog (klokkenkundige), doende met de inventarisatie van waardevolle beiaarden die bij mogelijk oorlogsgeweld gespaard zouden moeten blijven.

## Geschiedenis
In de eerste jaren van Hucbalds bestaan, de oorlogsjaren, zochten studenten muziekwetenschap elkaar op om samen gregoriaans en oude polyfonie te zingen. Ook was Hucbald een plaats waar composities van de studenten de première beleefden.
Een voorbeeld van zo'n compositie is Hucbalds 'clublied', het Hucbaldmotet, gecomponeerd door Van der Elst op tekst van Nolthenius. In de periode mei-augustus 2011 klonk dit motet 24 keer per dag vanaf de Domtoren, het AD/Utrechts Nieuwsblad publiceerde hierover een artikel met foto op 25 mei 2011.
In 1991, ter gelegenheid van het vijftigjarig bestaan van Hucbald, schreef Leo Samama zijn opus 42, Musica ficta et ars combinatoria in opdracht van de studievereniging.

### Recent
Sinds 2010 zijn met name het koorproject en de alumnidag belangrijke presentatiemomenten voor Hucbald. In de maand mei komen ouders, familie en (oud)studenten samen voor muziek en ontmoeting.

#### Koorproject
Decennialang was het wekelijkse koorpracticum een vast onderdeel van het curriculum. Ook werd het gregoriaans praktisch beoefend. Het Gregoriaans Koor Utrecht vindt zijn oorsprong in de colleges onder Jan Boogaarts (1935).
In gesprekken met oud-studenten blijkt vooral veel waardering te bestaan voor de koorpractica onder leiding van Gert Oost (1942-2009). Onder Oost werd onder mee Purcells Dido and Aeneas uitgevoerd. Toen de practica uit het curriculum verdwenen, heeft Hucbald besloten jaarlijks een koorproject te organiseren. Het zelf organiseren, produceren, instuderen en presenteren van een muzikaal product doet een beroep op kwaliteiten die toekomstige musicologen nodig hebben, vindt de vereniging.
Op 4 mei 2010 werd het Requiem (versie 1893) van Fauré uitgevoerd in de Utrechtse Sint Willibrordkerk. Het concert vond plaats in aansluiting op de Dodenherdenking op het Domplein en was opgenomen in de officiële programmering van het Comité 4 en 5 mei. De kerk was die avond, met 650 bezoekers en een koor en orkest van tachtig Hucbaldianen en muzikale vrienden, meer dan vol. Telkens op 4 mei werd in 2011 het Requiem (1816) van Luigi Cherubini uitgevoerd, in 2012 wederom het Requiem van Fauré, in 2013 het Requiem van Mozart en in 2014 het Requiem van Duruflé. In 2015 werd het Requiem van Saint-Saëns uitgevoerd en in 2016 het Requiem van Verdi, voor het eerst in een andere kerk, namelijk de Jacobikerk (te Utrecht). In 2017 werd wederom het Requiem van Mozart en in 2018 het Requiem van Fauré uitgevoerd. In 2019 ter ere van het tienjarig bestaan van het project werd gekozen voor het werk A Child of Our Time van Michael Tippett.

#### Alumnidag
Om het contact met oud-studenten te onderhouden, heeft Hucbald in 2010 besloten ieder jaar een alumnidag te organiseren. In 2010 en 2011 werden deze dagen georganiseerd in samenwerking met de Koninklijke Vereniging voor Nederlandse Muziekgeschiedenis. De bijeenkomst voor (oud-)studenten vindt doorgaans eind mei plaats.

#### HucBlog
Jarenlang was het HucBlad het officiële contactorgaan van de vereniging. Het op tijd doen uitkomen van een gedrukt tijdschrift voor de leden bleek ieder jaar een grote opgave voor bestuur en redactie. Omdat het voor de vereniging niet haalbaar bleek op lange termijn te investeren in zowel een kwalitatief tijdschrift als een accurate representatie online, heeft het bestuur van 2009-2010 besloten het HucBlad definitief over te doen gaan in een HucBlog.

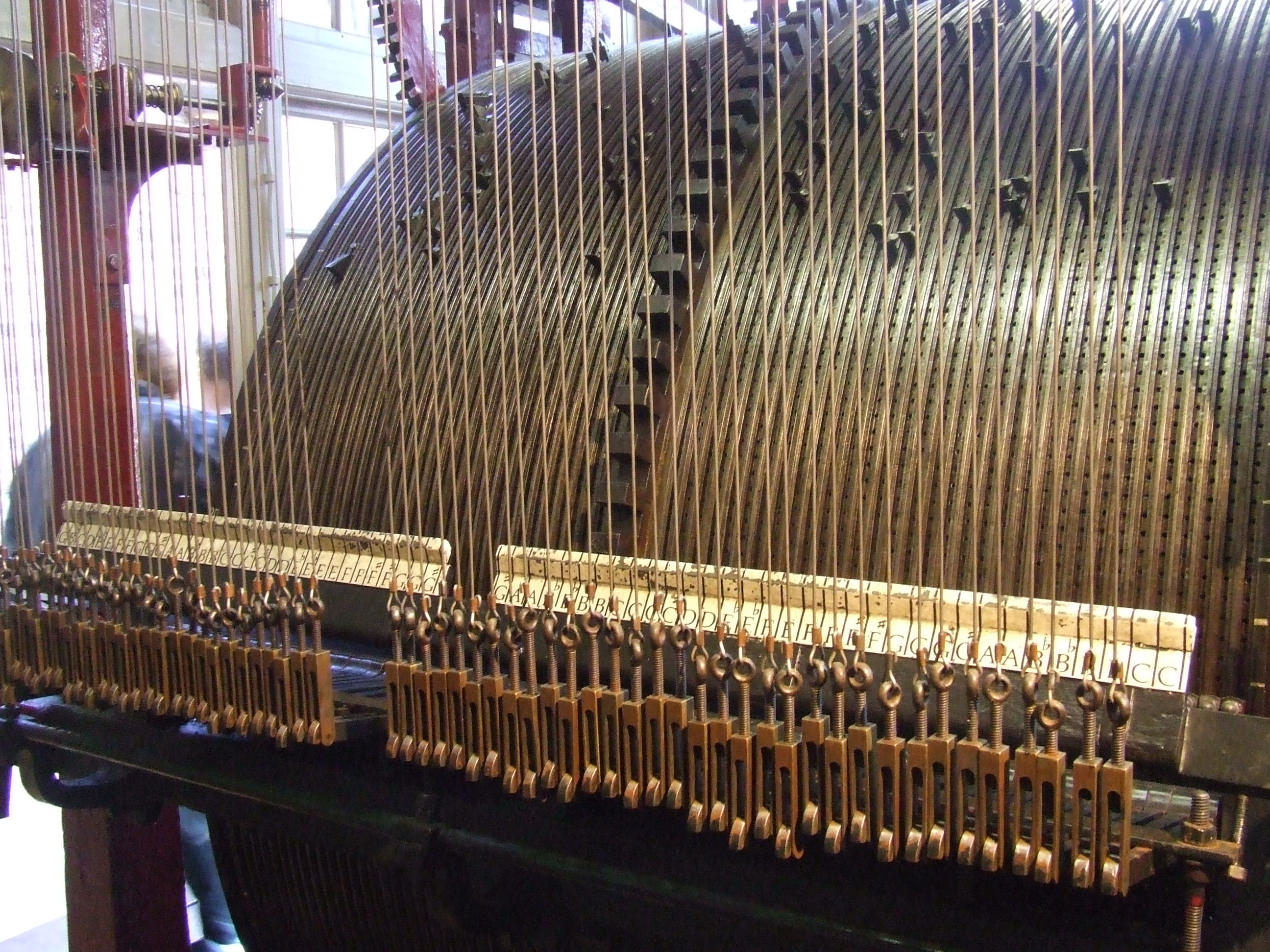
Speeltrommel Domtoren

#### Lustrumjaar 2011
In verband met het zeventigjarig bestaan van de vereniging, organiseerde Hucbald in de laatste week van mei een ambitieus lustrumprogramma. Leden en alumni konden onder andere meedoen aan een sportdag, een excursie naar Sint Amand, een open podium, een gala in Museum Speelklok en een alumnidag in het Academiegebouw. Bovendien werd op 24 mei het Hucbaldmotet geprogrammeerd op de speeltrommel (1666) van de Domtoren. Van eind mei tot en met medio augustus zal het motet te horen zijn op alle halve uren.

#### Lustrumjaar 2016
In verband met het vijfenzeventigjarig bestaan van de vereniging, organiseerde Hucbald in de tweede week van mei (2016) opnieuw een lustrumprogramma. Zowel leden als alumni werden uitgenodigd voor een gala, een workshop door het Gregoriaans Koor Utrecht over onder andere Hélène Nolthenius (een van de oprichtsters van de vereniging) en een symposium over Afro-Amerikaanse muziek in Nederland. Verder waren er ook enkele activiteiten voor leden, waaronder een dagtrip naar Brussel met een bezoek aan het Muziekinstrumentenmuseum, een bezoek aan een concert van Het Gelders Orkest in Musis, Arnhem, een musicologische speurtocht door Utrecht, een lunch en een borrel in de stamkroeg (Café 't Pandje).